# Федюшин, Алексей Михайлович
Алексей Михайлович Федюшин — советский хозяйственный, государственный и политический деятель.

## Биография
Родился в 1906 году в Ртищеве. Член ВКП(б) с года.
С 1926 года — на хозяйственной, общественной и политической работе. В 1926—1976 гг. — инженер, начальник отдела механизации завода № 50 (имени Фрунзе) города Пензы, сотрудник Центрального института организации труда и механизации производства Министерства сельскохозяйственного машиностроения СССР,
За создание новых механизмов и приборов, обеспечивших организацию высокопроизводительного поточного метода производства боеприпасов в составе коллектива удостоен Сталинской премии 1946 года второй степени.
Избирался депутатом Верховного Совета РСФСР 2-го созыва.

## Сочинения
- Инструкции (руководящие материалы) по составлению расчетно-плановых нормативов движения производства на заводах сельскохозяйственного машиностроения / М-во с.-х. машиностроения СССР. Центр. ин-т организации труда и механизации производства «ЦИТМ» ; Отв. ред. А. М. Федюшин — 1951.
- Организация и внедрение внутризаводского хозрасчета на заводах сельскохозяйственного машиностроения / МСХМ СССР. Центр. ин-т организации труда и механизации производства «ЦИТМ» ; Отв. ред. А. М. Федюшин — 1952.